# Cynocefaal

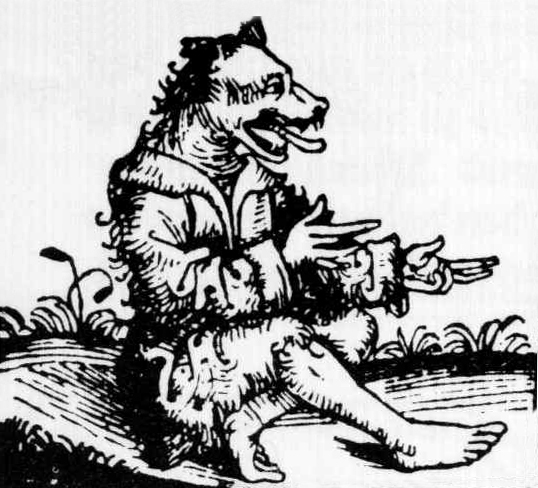
Cynocefaal

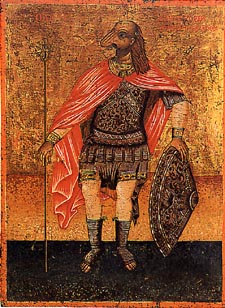
Sint-Christoffel als cynocefaal

De Cynocefalen (ook wel Canocefalen) zijn een fabelras van mensen met hondenkoppen. De naam Cynocephalus is Latijn en komt uit het Grieks. De betekenis is hondkoppige (κύων, gen κυνός, hond en κεφαλή, hoofd). Dit volk zou ergens in het oosten wonen en een keer een delegatie naar de paus in Avignon hebben gezonden. Volgens sommigen zijn ze vleeseters, volgens anderen planteneters die leven volgens principes die lijken op die van benedictijner monniken. 
In veel legenden wordt Sint-Christoffel als cynocefaal opgevoerd.
De oude Egyptenaren stelden zich de Cynocefaal anders voor. In de Egyptische mythologie waren zij geen mensen maar apen met een hondenkop. Vier van deze apen bewaakten de bodemloze put van de hel. Deze versie van de cynocefaal komt men ook tegen in middeleeuwse bestiaria. Gedacht kan worden aan een vage voorstelling van de baviaan. 
De gele baviaan heet voor de wetenschap Papio cynocephalus en deze apensoort heeft inderdaad een enigszins hondachtige kop.